# Giovanni Albertoni
Giovanni Albertoni (Varallo, 28 novembre 1806 – Varallo, 1887) è stato uno scultore italiano.

## Biografia

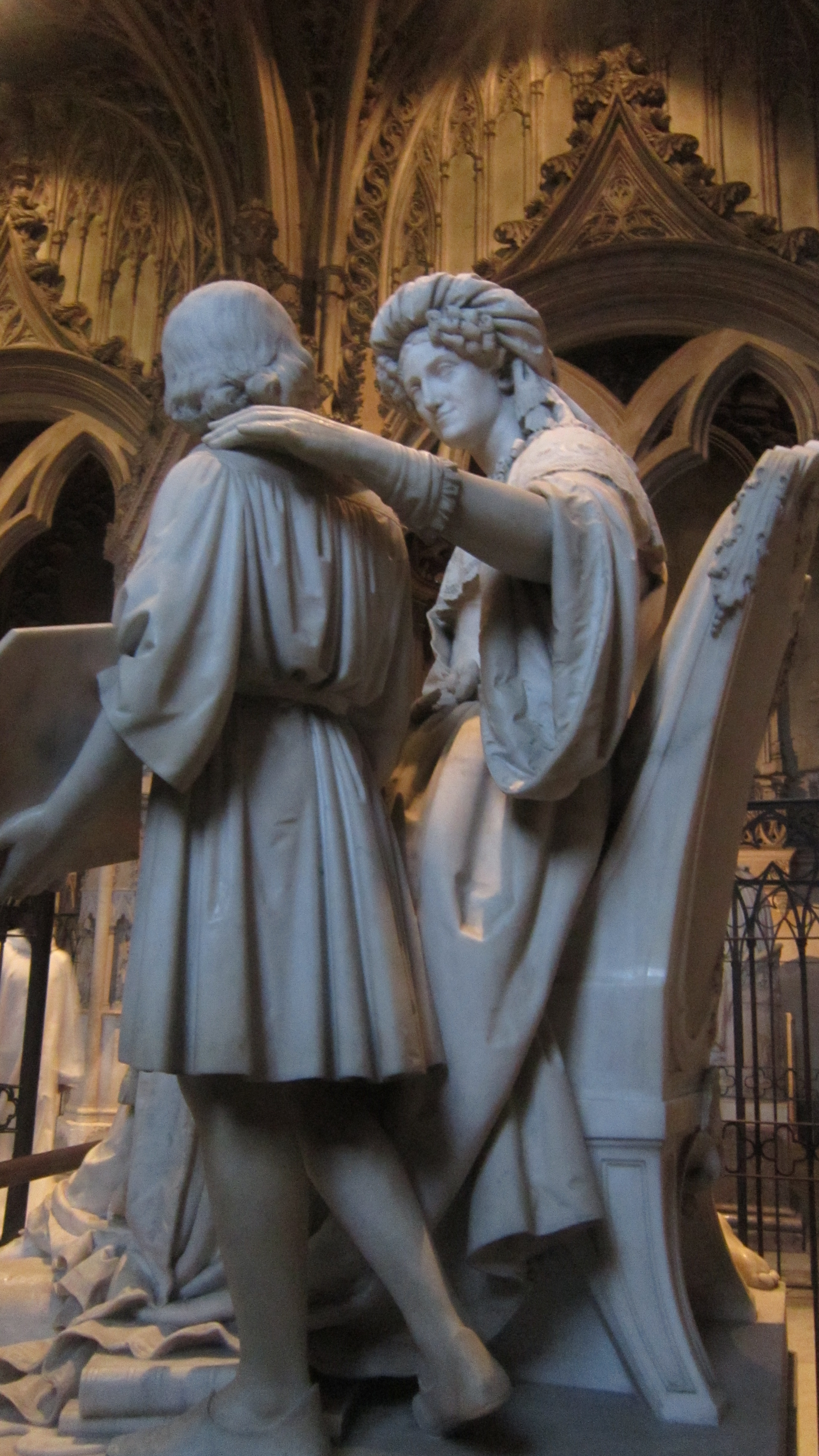
Altacomba: monumento a Maria Cristina di Savoia

Nato nel 1806 a Varallo, nella Valsesia, in provincia di Vercelli, Giovanni Albertoni, dopo i primi studi nella città natale e poi a Milano e Torino
, 
ottenne un aiuto economico dal Nobile Collegio Caccia

    
che gli consentì di trasferirsi a Roma ove completò la sua formazione come allievo di Bertel Thorvaldsen
,
celebre scultore neoclassico di origine danese, frequentando l'atelier del maestro, insieme ai suoi migliori allievi tra i quali Pietro Tenerani e Pietro Galli
.
Tra le sue opere più note il monumento al filosofo Vincenzo Gioberti del 1859, in piazza Carignano a Torino e al matematico ed astronomo Joseph-Louis Lagrange del 1867, nella piazza omonima, sempre nella città sabauda. Su commissione della famiglia reale piemontese, realizzò un monumento funebre alla regina Maria Cristina nella Abbazia di Altacomba, mausoleo e luogo di sepoltura della famiglia Savoia.
Dell'Albertoni è anche il busto di papa Pio IX nel Duomo di Torino.
Morì, a circa ottantuno anni, nella città nativa di Varallo nel 1887.